# Carex rugulosa
Carex rugulosa är en halvgräsart som beskrevs av Georg Kükenthal. Carex rugulosa ingår i släktet starrar, och familjen halvgräs. Inga underarter finns listade i Catalogue of Life.